# Marco Delvecchio
Marco Delvecchio [ˈmarko delˈvɛkkjo] (* 7. April 1973 in Mailand) ist ein ehemaliger italienischer Fußballspieler. Er spielte auf der Position eines Stürmers.

## Karriere

### Im Verein
Der Mittelstürmer Marco Delvecchio kam als Jugendspieler 1991 in den Profikader von Inter Mailand. Nach Zwischenstationen beim AC Venedig und bei Udinese Calcio kaufte ihn 1995 der AS Rom. Für die Hauptstädter spielte der Stürmer fast zehn Jahre lang. 2000/01 gewann Delvecchio unter Fabio Capello mit der Roma die erste italienische Meisterschaft seit 1982/83.
Im Januar 2005 wechselte Marco Delvecchio bis zum Saisonende zu Brescia Calcio. Zur Saison 2005/06 ging er zum FC Parma. Nach nur einer Spielzeit in Parma wechselte Delvecchio zu Ascoli Calcio und stieg mit dem Klub Saison 2006/07 in die Serie B ab.
2008 ging Delvecchio nach einem Jahr ohne Verein nach Ostia zu Pescatori Ostia in die Eccellenza Laziale.

### In der Nationalmannschaft
Für die italienische Fußballnationalmannschaft bestritt Delvecchio insgesamt 22 Spiele und schoss dabei vier Tore. Seine wichtigsten Spiele für Italien bestritt er unter Nationaltrainer Dino Zoff bei der Fußball-Europameisterschaft 2000. Im Finale gegen Weltmeister Frankreich erzielte er die 1:0-Führung für seine Mannschaft. Dies war gleichzeitig sein erstes Tor im Nationaldress. Die Führung für Italien hielt bis in die Nachspielzeit, doch letztendlich musste sich seine Mannschaft in der Verlängerung mit 1:2 geschlagen geben. Nicht einmal eine Minute hatte Delvecchio gefehlt, um mit dem Europameistertitel durch sein Tor zum Nationalhelden Italiens zu werden.
Giovanni Trapattoni nominierte den römischen Stürmer zwei Jahre später in den italienischen Kader für die Fußball-Weltmeisterschaft 2002. Delvecchio kam jedoch bei diesem WM-Turnier nicht zum Einsatz.

## Erfolge
- U-21-Europameister: 1996
- Vize-Europameister: 2000
- Italienische Meisterschaft: 2000/01
- Italienischer Supercup: 2001